# Шевченко, Анатолий Михайлович
Анатолий Михайлович Шевченко (род. 14 января 1939, с. имени Л. М. Кагановича Луганской области) — украинский учёный-аграрий в области селекции и семеноводства зерновых и бобовых культур. Доктор сельскохозяйственных наук (1983). Профессор (1987). Академик Национальной академии аграрных наук Украины (избран 25 декабря 1990), заведующий кафедрой садово-паркового хозяйства и экологии Луганского национального университета.

## Биография
В 1961 году окончил Луганский сельскохозяйственный институт. Кандидатскую диссертацию «Исходный материал для селекции гороха и его использование в условиях Ворошиловградской области» защитил в 1975 году в Украинском научно-исследовательском институте растениеводства, селекции и генетики имени Василия Юрьева. 
Там же в 1982 году получил степень доктора сельскохозяйственных наук за цикл работ «Вывод устойчивых к осыпанию сортов — новый этап в селекции гороха» (диссертация в форме научного доклада).
Работал в Луганском институте агропромышленного производства, Луганском сельскохозяйственном институте, Институте растениеводства им. В. Я. Юрьева в Харькове (директор). С августа 2009 заведует кафедрой СПГ и экологии Факультета естественных наук Луганского национального университета им. Тараса Шевченко.

## Научная деятельность
При участии А. М. Шевченко были разработаны генетические основы и методика нового направления в селекции гороха — на сочетании комплекса хозяйственно-полезных качеств с устойчивостью к высыпания семян, устойчивостью к израстанию и полеганию растений. Выведены и внедрены в производство устойчивы к высыпания семян, высокоурожайные сорта гороха: Неосыпаемый 1 Труженик (в советские годы был хорошо известен как «Труженик»), Надежный, Первоцвет, Тенакс, Напарник, Донбасс, Кормовик, Комбайновый-1, Луганский, Степняк, Венец, Овощное чудо, ценные по качеству зерна. Создан высокоурожайные сорта других зернобобовых культур — Луганчанин (нут), Колорит (нут), Вкусный (нут), Луганчанка (чечевица), Ворошиловградская (озимая вика), Орнамент (нут), Благосостояние (нут), а также новые сорта озимой пшеницы и озимого тритикале и другие.
Анатолий Михайлович Шевченко опубликовал более 200 научных работ, имеет 15 авторских свидетельств.
Под руководством А. Н. Шевченко защищено более 10 кандидатских диссертаций (в частности, его учениками являются А. П. Трунов, А. И. Денисенко, Т. С. Кирпичова, В. Ю. Скитский, В. М. Гелюх и др.).

## Педагогическая деятельность
С октября 2005 года А. М. Шевченко является председателем ГЭК по специальностям «Экология и охрана окружающей среды» и «Садово-парковое хозяйство» в Луганском национальном университете имени Тараса Шевченко. С сентября 2009 года Анатолий Михайлович перешел на работу в этот университет и возглавил кафедру садово-паркового хозяйства и экологии. Среди других дисциплин читает курсы «Селекция», «Овощеводство», «Семеноводство», «Генетика», ежегодно является руководителем многих магистерских диссертаций по садово-парковому хозяйству.